# Blow (bài hát)
"Blow" là một bài hát do ca sĩ và nhạc sĩ người Mỹ Kesha, từ đĩa mở rộng (EP), Cannibal. Bài hát được phát hành là đĩa đơn thứ hai của EP vào ngày 8 tháng 2 năm 2011. Nó được viết bởi Kesha, cùng với Klas Åhlund, Lukasz Gottwald, Alan Grigg, Benjamin Levin và Max Martin, với phần sản xuất do Dr. Luke, Max Martin, Benny Blanco và Kool Kojak.

## Nhạc và lời
"Blow" là một bài hát nhạc pop điện tử mạnh mẽ. Bài hát mở đầu với giọng cười cùng với lời kêu gọi bạn hãy nhảy cùng. Đoạn điện khúc, giọng của Kesha chuyển thành auto-tune mạnh lặp lại nhiều lần trên nền nhạc điện tử. Đến đoạn hook của bài hát, giọng Kesha chuyển thành kiểu giọng đặc trưng vừa rap-vừa hát của cô và như nói với người nghe "Go insane, go insane / Throw some glitter / Make it rain on 'em / Let me see them Hanes." Phần lời nhạc, "Blow" thể hiện một thông điệp đơn giản, được mô rả là một bài hát dành riêng cho tiệc tùng, nó nói lên về sự mong muốn được vui chơi ở các câu lạc bộ đêm.

## Danh sách ca khúc
- Tải nhạc số[3]

1. "Blow" – 3:40

- Remix[4]

1. "Blow" (Remix) (hợp tác với B.o.B) – 4:31

- Đĩa CD ở Đức[5]

1. "Blow" – 3:40
2. "The Sleazy Remix" (hợp tác với André 3000) – 3:48

- EP kỹ thuật số ở Anh[6]

1. "Blow" – 3:40
2. "Fuck Him He's A DJ" – 3:40
3. "Blow" (Cirkut Remix)  – 4:05
4. "Animal" (Switch Remix)  – 4:46

## Thông tin bài hát
- Sáng tác – Kesha Sebert, Klas Ahlund, Lukasz Gottwald, Alan Grigg, Benjamin Levin, Max Martin
- Sản xuất – Dr. Luke, Max Martin, Benny Blanco, Kool Kojak
- Biên tập thanh nhạc – Dr. Luke, Max Martin, Benny Blanco, Kool Kojak
- Kỹ thuật – Emily Wright, Sam Holland, Chris "TEK" O'Ryan

## Xếp hạng và chứng nhận
| Bảng xếp hạng (2010–11)              | Vị trí cao nhất |
| ------------------------------------ | --------------- |
| Úc (ARIA)                            | 10              |
| Áo (Ö3 Austria Top 40)               | 22              |
| Bỉ (Ultratip Flanders)               | 4               |
| Bỉ (Ultratip Wallonia)               | 6               |
| Canada (Canadian Hot 100)            | 12              |
| Cộng hòa Séc (Rádio Top 100)         | 36              |
| Đức (Media Control AG)               | 39              |
| Ireland (IRMA)                       | 28              |
| New Zealand (Recorded Music NZ)      | 8               |
| Slovakia (Rádio Top 100)             | 7               |
| Anh Quốc (OCC)                       | 32              |
| US Billboard Hot 100                 | 7               |
| US Hot Dance Club Songs (Billboard)  | 27              |
| Hoa Kỳ Pop Airplay (Billboard)       | 3               |
| Hoa Kỳ Adult Pop Airplay (Billboard) | 26              |

| Bảng xếp hạng (2011) | Vị trí |
| -------------------- | ------ |
| Canadian Hot 100     | 57     |
| US Billboard Hot 100 | 33     |

| Quốc gia    | Chứng nhận |
| ----------- | ---------- |
| Úc          | Bạch kim   |
| New Zealand | Vàng       |

## Lịch sử phát hành
| Quốc gia       | Ngày                | Định dạng          |
| -------------- | ------------------- | ------------------ |
| Mỹ             | 8 tháng 2 năm 2011  | Mainstream airplay |
| Thụy Sĩ        | 25 tháng 2 năm 2011 | Tải kĩ thuật số    |
| Nam Triều Tiên | 7 tháng 3 năm 2011  | Tải kĩ thuật số    |
| Đức            | 22 tháng 4 năm 2011 | CD                 |
| Anh            | 22 tháng 4 năm 2011 | EP kĩ thuật số     |